# ساموئل دی. استارجز
ساموئل دی. استارجز (انگلیسی: Samuel D. Sturgis; ۱۱ ژوئن ۱۸۲۲ – ۲۸ سپتامبر ۱۸۸۹) فرد نظامی اهل ایالات متحده آمریکا و عضو ارتش اتحادیه در دوران جنگ داخلی آمریکا و دارای نشان سرتیپ بود